# Zadonsk
Zadonsk (rusky Задонск) je město v Lipecké oblasti v Ruské federaci. Při sčítání lidu v roce 2010 měl bezmála deset tisíc obyvatel.

## Poloha a doprava
Zadonsk leží na Středoruské vysočině na levém, východním břehu Donu. Od Lipecku, správního střediska oblasti, je vzdálen přibližně devadesát kilometrů jihozápadně.
Jižně od města prochází dálnice M4 Don z Moskvy přes Voroněž do Rostova na Donu a Novorossijsku.

## Historie
V roce 1615 je zde zmiňována vesnice Těševka, která vznikla nedaleko monastýru (kláštera) založeného v roce 1610. V letech 1769–1783 žil ve zdejším monastýru svatý Tichon Zadonský a jeho hrob se následně stal poutním místem. V roce 1779 získává obec status města a jméno Zadonsk (tj. „za Donem“).